# Małgorzata Rozenau
Małgorzata Rozenau (ur. 4 października 1971 roku w Sosnowcu) – polska malarka i projektantka graficzna, pedagog, adiunkt, Akademii Sztuk Pięknych w Katowicach.

## Życiorys
Absolwentka Akademii Sztuk Pięknych w Krakowie, Wydziału Grafiki w Katowicach. Dyplom z wyróżnieniem (1996) zrealizowała z grafiki warsztatowej w Pracowni Druku Wklęsłego prof. Stanisława Kluski i z malarstwa, pod kierunkiem prof. Jacka Rykały. Stypendystka Ministra Kultury i Sztuki. Uczestniczka wielu wystaw i projektów zbiorowych oraz indywidualnych, m.in. "The End is a new beginning" w Hawanie na Kubie (2012). Uczestniczka rezydencji artystycznej w North Wales School of Art and Design we Wrexham w Walii (2008). Kuratorka wystawy "Arte Siempre. Grafika kubańska" w Galerii Bielskiej BWA (2013). Doktor sztuki, praca doktorska pod tytułem "Oferta sezonowa" na temat antykonsumpcji i relacji reklamy i sztuki. Zajmuje się malarstwem i projektowaniem graficznym. Współpracuje z fundacjami ekologicznymi, realizując projekty związane z edukacją ekologiczną i działaniami streetartowymi. Autorka murali. 
Jej prace znajdują się w zbiorach prywatnych i kolekcjach instytucji Galeria Bielska BWA, Muzeum Historyczne w Bielsku-Białej – Zamek książąt Sułkowskich, Muzeum w Sosnowcu.
W roku 2017 odznaczona została Srebrnym Krzyżem Zasługi.

## Nagrody i wyróżnienia
- nagroda publiczności 41. Biennale Malarstwa Bielska Jesień 2013, Galeria Bielska BWA, 2013[4]
- dwukrotna nominacja do nagrody "Ikar", nagrody Prezydenta Bielska-Białej w dziedzinie kultury i sztuki, 2011 i 2013
- wyróżnienie regulaminowe 40. Biennale Malarstwa Bielska Jesień 2011, Galeria Bielska BWA, 2011
- wyróżnienie katowickiej Gazety Wyborczej, Targi Sztuki Sfera Sztuki, Bielsko-Biała, 2010
- III nagroda za projekt "Hipersztuka" (wspólnie z Michałem Kopaniszynem), Wystawa Sztuki, Galeria Bielska BWA, Bielsko-Biała, 2004

## Wystawy

### Indywidualne

#### Krajowe
- Ćwiczenia oddechowe | Rondo Sztuki, Katowice, 2018[5]
- Wystawa zbiorowa | Centrum Promocji Młodych, Częstochowa, 2014
- Wystawa zbiorowa | Galeria Bielska BWA, Bielsko-Biała, 2013[6][7]
- Silesia City Center w Katowicach (obrona pracy doktorskiej i wystawa), 2010
- Kuchenne | Galerii Zachęta – Piwnica Margaux w Częstochowie, 2006
- Obrazki i parówki | Galeria Bielska BWA, Bielsko-Biała, 2005
- Ramoty tam i z powrotem | Galeria Extravagance, Sosnowiec, 1998

#### Zagraniczne
- The end is new beginning | Taller Experimental de Grafica, Hawana, Kuba, 2012
- Now | Galerie Langův Dům we Frydku-Mistku, Republika Czeska, 2012
- Sale City | North Wales School of Art and Design, Wrexham, Wielka Brytania, 2009

### Wybrane wystawy zbiorowe

#### Krajowe
- -GRAFIA. Multigraficzne aspekty relacji twórczych | Miejska Galeria Sztuki w Częstochowie, 2020
- 44. Biennale Malarstwa Bielska Jesień | Galeria Bielska BWA, 2019
- 43. Biennale Malarstwa Bielska Jesień | Galeria Bielska BWA, 2017
- Czarny Potok | Muzeum Pałac Schoena w Sosnowcu, 2017
- Pokaz 4 | Galeria Bielska BWA, Bielsko-Biała, 2016
- Północ – Południe | Zbrojownia Sztuki, Gdańsk, 2016
- Paradoks czasu | Muzeum Pałac Schoena w Sosnowcu, 2015
- Konsumując fikcję | Muzeum Kinematografii, Łódź, 2014
- Obraz i tekst | Galeria Łaźnia, Radom, 2013
- 41. Biennale Malarstwa Bielska Jesień | Galeria Bielska BWA, 2013
- Art Tranzyt – Sektor Sztuki | Galeria Sektor I, Laboratorium, Jaworzno, 2012
- Sztuka kobiet – kobiety w sztuce | Muzeum Śląskie, Katowice, 2012
- Power of attraction! | Cellar Gallery, Kraków, 2011
- 40. Biennale Malarstwa Bielska Jesień | Galeria Bielska BWA, 2011
- Targi Sztuki Sfera Sztuki | Bielsko-Biała, 2010
- XIII Sosnowieckie Spotkania Artystyczne Surówka | Sosnowieckie Centrum Kultury Zamek Sielecki, 2010
- Bardzo dobre obrazy | Galeria Bielska BWA, Bielsko-Biała, 2010
- 39.Biennale Malarstwa Bielska Jesień | Galeria Bielska BWA, Bielsko-Biała, 2009
- Szczyt bohaterów | Bunkier Sztuki, Muzeum Witrażu, Kraków, 2009
- Laboratorium | Galeria Bielska BWA, Bielsko-Biała, 2008
- Projekt Arting | konkurs wzornictwa przemysłowego, Galeria Bielska BWA, 2008 i 2010
- Dziecko | Galeria Art Nova 2, ZPAP, Katowice, 2008
- Interieur | Galeria Arsenał, Poznań, 2006

#### Zagraniczne
- preMedytacje | Museum auf der Burg, Raron, Szwajcaria, 2016
- Staffellauf  – Sztafeta Generacji | Gütersloh, Kolonia, Hilpolstein, Hamburg, Regensburg, Berlin, Niemcy, 2013
- Border Crossing | Wrexham Art Centre and Gallery, Wielka Brytania, 2007

## Pozostałe realizacje

### Murale

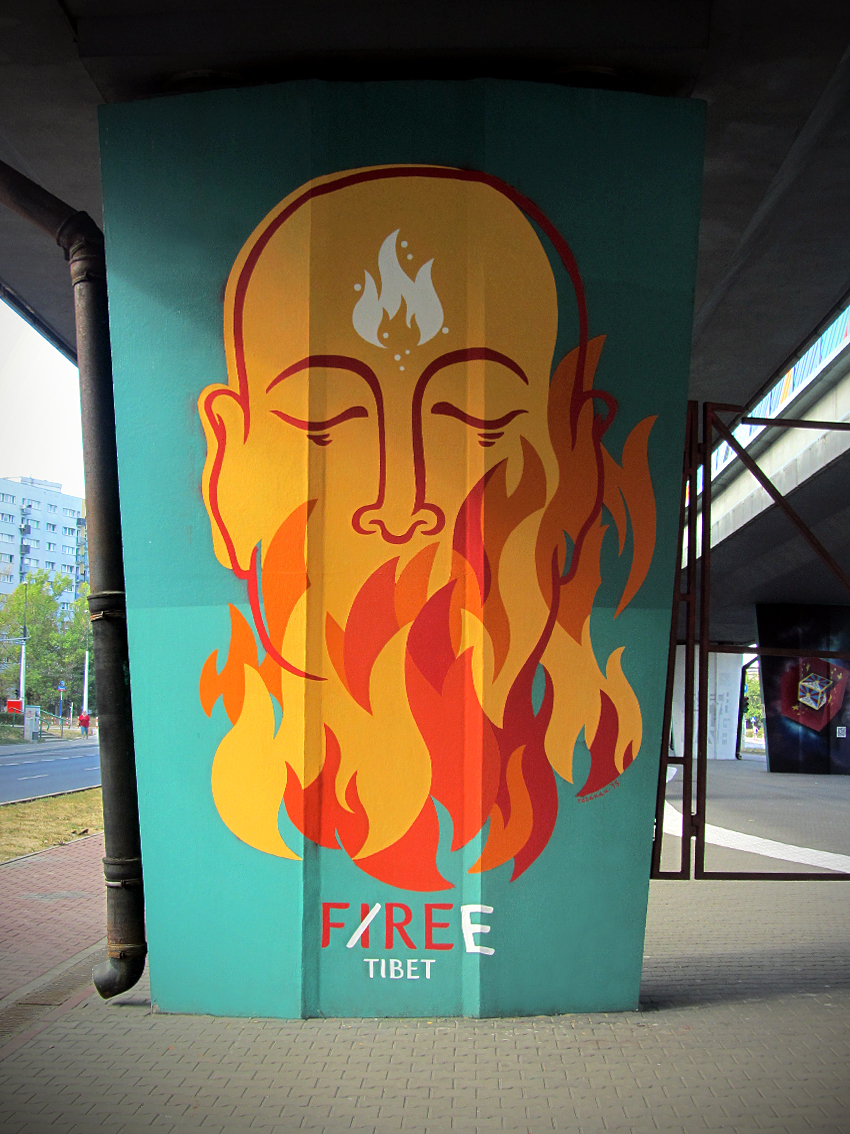
Jedna z prac Małgorzaty Rozenau w Galerii Tybetańskiej

- "Czułość drzew", Bielsko-Biała, 2018[8]
- "Sosnowy początek", Sosnowiec, 2018[9]
- "Żniwa" | mural roślinny, galeria Minus1.artspace, Katowice, 2017
- "Oblicza Wolności" | cykl 6 murali w ramach projektu Kultura na Wolności Chorzowskiego Centrum Kultury, 2016[10]
- "F(i)ree Tibet", Galeria Tybetańska, Warszawa, 2015[11]
- "United", Aquarium/Galeria Bielska BWA, Bielsko-Biała, 2014[12]
- mural Ireny Sendlerowej (wspólnie z Dariuszem Paczkowskim), Bielsko-Biała, 2014[13]

### Inne
- Projekt writingowy "Druga Przestrzeń" Areszt Śledczy w Katowicach (wspólnie z Jolantą Jastrząb), lata 2014–2017[14]
- Layout pisma artystycznego Tuba ASP w Katowicach, od roku 2013
- Współtworzenie przestrzeni artystycznej Minus1.artspace w Katowicach, od roku 2017[15]
- Projekt logo Galerii Tybetańskiej[16]